# 553035 Faikmusayev
553035 Faikmusayev è un asteroide della fascia principale interna. Scoperto nel 2011, presenta un'orbita caratterizzata da un semiasse maggiore pari a 2,230722 UA e da un'eccentricità di 0,173707, inclinata di 2,590932° rispetto all'eclittica.
È dedicato a Faik Musayev, astrofisico e design engineer russo.